# Carlos Filipe Gonçalves
Carlos Filipe Fernandes da Silva Gonçalves (Mindelo, 12 de Outubro de 1950), é um músico, jornalista e investigador de Cabo Verde, ex-director da Rádio Comercial, autor do livro intitulado Kap Verd Band. Na obra, com 250 páginas, Carlos Gonçalves reúne entrevistas, conversas e pesquisas de fundo sobre documentação escrita de vários autores, desde o princípio até o fim do século XX, sobre a música de Cabo Verde. 

## Biografia
Carlos Filipe Fernandes da Silva Gonçalves nasceu a 12 de Outubro de 1950 na cidade do Mindelo, na ilha de São Vicente. Filho de Arnaldo da Silva Gonçalves e de Ivone Aida Lopes Fernandes Ramos. Carlos Gonçalves pertence a uma família de grandes figuras literárias, incluindo seu tio António Aurélio Gonçalves, sua tia Orlanda Amarílis Lopes Rodrigues Fernandes Ferreira, seu avô materno Armando Napoleão Rodrigues Fernandes, que publicou o primeiro dicionário de língua crioula-portuguesa em Cabo Verde e Baltazar Lopes da Silva.[carece de fontes?]
Trabalha como jornalista, tendo aos 16 anos começou a laborar no Rádio Barlavento (en), como discotecário, tendo sido responsável pela programação musical da emissora durante cerca de quatro anos. Em 1971 deslocou-se a Portugal para o serviço militar, e em 1973 foi mobilizado para a Guiné Portuguesa, sendo colocado em Bissau. Foi aí que após a Revolução de 25 de Abril de 1974 esteve em ligação com membros cabo-verdianos do Partido Africano para a Independência da Guiné e Cabo Verde. Escreveu artigos para os jornais Expresso das Ilhas e a revista Leitura, ambos de Cabo Verde, e Público, de Portugal. Exerceu igualmente como músico e investigador de música. Destacou-se pelos seus conhecimentos sobre a cultura musical de Cabo Verde, tendo por exemplo sido um dos comentadores convidados no programa Fórum África da RTP África, no âmbito da elevação da Morna a Património Cultural e Imaterial da Humanidade. Em 2015 foi entrevistado pela emissora Rádio França Internacional sobre o disco Boas Festas, lançado em 1967 pelo músico Luís Morais. Em 25 de Julho de 2006, Carlos Gonçalves integrou a Comissão da Carteira dos Jornalistas de Cabo Verde, em representação da rádio, tendo este organismo sido criado pelo governo para fazer a regulação do jornalismo no arquipélago. Em 12 de Fevereiro de 2021 foi um dos convidados num debate sobre a rádio, organizado pela comissão da Organização das Nações Unidas para a Educação, a Ciência e a Cultura e o Ministério da Cultura e das Indústrias Criativas, tendo falado sobre a história da rádio em Cabo Verde, do jornalismo militante, e da importância do financiamento como promotor da diversidade do pluralismo da informação.
Em 2006 publicou o livro Kab Verd Band, obra que foi frequentemente utilizada por jornalistas e outros investigadores como uma base de dados sobre a música em Cabo Verde, tendo por exemplo sido citada no jornal português Público, artigos de revistas culturais brasileiras e em teses universitárias. Em Janeiro de 2020 apresentou oficialmente o livro Bá dal na Rádio! - Memórias da Rádio Barlavento, onde relatou a história daquela estação, concluindo com o assalto às instalações e o encerramento da emissão em 1974. Em 5 de Fevereiro de 2021 lançou a obra Capítulos da Morna, sobre aquele estilo musical cabo-verdiano. Segundo o autor, este livro era formado por várias partes da obra Kab Verd Band AZ- dicionário da Música de Cabo Verde cujo lançamento estava previsto para 2020, mas foi atrasado devido a vários problemas, sendo desta forma «uma pequena mostra do vasto construído que abarca o quem é quem, géneros musicais e tudo o mais que se relaciona com a música de Cabo Verde. Assim, muita informação inédita e desconhecida do grande público é agora disponibilizada através destes capítulos da morna». O livro foi publicado pelo Instituto da Biblioteca Nacional, tendo sido lançado no âmbito da classificação da morna como Património Mundial da Humanidade. A apresentação foi feita pelo historiador e investigador cultural Edson Brito, que realçou as facetas académicas e literárias de Carlos Gonçalves, e descreveu o livro como uma obra acessível, tanto para os académicos como para o público geral, em especial para os interessados em obter mais informações sobre a cultura cabo-verdiana em geral, e o estilo da morna em particular. Colaborou igualmente no livro Radiografia Crioula: um olhar político e social de Cabo Verde, lançado em 2017.

## Obras publicadas
- Kap Verd band (in Descoberta das ilhas de cabo Verde. Arquivo Histórico Nacional, 1998)
- Kap Verd band (2006)
- Bá dal na Rádio! - Memórias da Rádio Barlavento (2020)
- Capítulos da Morna (Instituto da Biblioteca Nacional, 2021)
- Cabo Verde, 30 anos de música 1975 - 2005 (in Cabo Verde 30 Anos de Cultura. Instituto da Biblioteca Nacional e do Livro, 2005)